# 윤송
윤송(尹頌, ? ~ 157년)은 후한 후기의 관료로, 자는 공손(公孫)이며 하남윤 공현(鞏縣) 사람이다. 사도 윤목의 조카이자 대사농 윤훈의 형이다.

## 사적
영흥 2년(154년) 윤9월, 광록훈에서 사도로 승진하였다.
영수 2년(156년), 환제가 공경들에게 조서를 내려 장수들 중 문무에 뛰어난 자를 천거하도록 하였다. 윤송은 단경을 천거하였고, 단경은 중랑장(中郞將)에 임명되었다.
영수 3년(157년) 11월, 죽었다.

## 출전
- 범엽, 《후한서》 권7 효환제기·권66 황보장단열전·권67 당고열전